# تیراندازی به افسران پلیس در دالاس ۲۰۱۶
در ۷ ژوئیه سال ۲۰۱۶، در ساعت ۸:۴۵ دقیقه پنجشنبه شب به وقت محلی پنج افسر پلیس توسط حداقل دو تن از افراد مسلح در دالاس، تگزاس کشته شدند. شش افسر دیگر و یک غیرنظامی نیز مجروح شدند. تیراندازی‌ها در جریان تظاهرات حمایتی به خاطر کشته شدن دو مرد سیاه‌پوست در ایالت‌های مینه‌سوتا و لوئیزیانا رخ داده است. این مرگبارترین حمله به پلیس بعد حملات ۱۱ سپتامبر می‌باشد.
دیوید اُ براون، رئیس پلیس دالاس در بیانیه‌ای اعلام کرد که سه تن از نیروهای پلیس که از جمله مجروحان بودند، در شرایط وخیم به سر می‌برند. وی افزود تک تیراندازان عامل این حادثه از بالا اقدام به تیراندازی کرده بودند. وی از دستگیری حداقل سه مظنون که یکی از آنها زن بوده است خبر داده. انگیزه مهاجمان این حمله هنوز مشخص نیست. براون گفت: ما هنوز به وضعیت با ثبات نرسیدیم که تمام مظنونان را گرفتار کنیم. ما به جستجوی دقیق خود در منطقه ادامه خواهیم داد تا هنگامی که از دستگیری همه مظنونان مطمئن گردیم.

## پیش زمینه
دو مرد سیاهپوست فیلاندو کاستیل و آلتون استرلینگدر در ایالت‌های مینه‌سوتا و لوئیزیانا در چند روز گذشته توسط پلیس کشته شده بود؛ که تظاهرات در دالاس برای محکوم کردن کشتار آن دو در جریان بود که تیراندازی رخ داد. با توجه به نحوه تیراندازی، به نظر می‌رسد که هدف عامل یا عاملان این واقعه مأموران پلیس بوده‌اند.

## واکنش‌ها
باراک اوباما، رئیس‌جمهور ایالات متحده آمریکا به تیراندازی‌های اخیر پلیس واکنش نشان داده است. وی گفته وقتی وقایعی مانند این اتفاق می‌افتد، گروه بزرگی از شهروندان ما این‌طور فکر خواهند کرد که به خاطر رنگ پوستشان، رفتار متفاوتی با آنها می‌شود؛ و این موضوع دردناک است. این موضوع باید همه ما را نگران کند. این مسئله سیاه، یا مسئله هیسپانیک نیست. این مسئله آمریکاست. هر انسان منصفی باید نگران شود.